# La Lastrilla
La Lastrilla är en ort i Spanien.   Den ligger i provinsen Provincia de Segovia och regionen Kastilien och Leon, i den centrala delen av landet, 70 km nordväst om huvudstaden Madrid. La Lastrilla ligger 1 059 meter över havet och antalet invånare är 2 359.
Terrängen runt La Lastrilla är platt åt nordväst, men åt sydost är den kuperad. Terrängen runt La Lastrilla sluttar västerut.Runt La Lastrilla är det ganska tätbefolkat, med 108 invånare per kvadratkilometer. Närmaste större samhälle är Segovia, 2,5 km sydväst om La Lastrilla. Trakten runt La Lastrilla består till största delen av jordbruksmark.